# Leonid Pasternak
Leonid Osipovich Pasternak (nascido Yitzhok-Leib, ou Isaak Iosifovich, Pasternak; em russo:  Леони́д О́сипович Пастерна́к; Odessa, 3 de abril de 1862 (NS) — Oxford, 31 de maio de 1945) foi um pintor russo pós-impressionista. Ele era o pai do poeta e romancista Boris Pasternak.

## Biografia

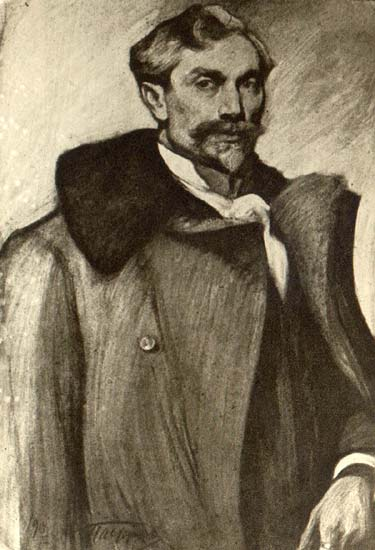
Auto-retrato (antes de 1916)

Pasternak nasceu em Odessa em uma família judia ortodoxa em 4 de abril de 1862. A família alegou ser descendente distante, em uma linha, de Isaac Abrabanel, o filósofo judeu e tesoureiro de Portugal do século XV, embora não existam evidências independentes disso. O pai de Leonid ganhou uma renda alugando uma casa de hóspedes. O pátio da casa de hóspedes, com sua cocheira adjacente, despertou pela primeira vez a imaginação artística de Leonid. Ele era o caçula de seis filhos.
Ele começou a desenhar muito cedo, mas sua família tentou desencorajá-lo, pois temiam que o desenho interferisse nos estudos. Seu primeiro patrocinador foi o limpador de rua local que começou a comprar a arte de Pasternak quando Leonid tinha sete anos de idade. Entre 1879 e 1881, Leonid Pasternak se formou na Escola de Arte Grekov Odessa.
De 1881 a 1885, Leonid estudou na Universidade de Moscou, primeiro no Departamento de Medicina, depois no Departamento de Direito. Eventualmente, ele decidiu dedicar sua vida à arte e ingressou na Academia de Belas Artes de Munique, da qual se formou em 1887. Ele retornou à Rússia, cumpriu os dois anos obrigatórios no Exército Imperial Russo (regimento de artilharia) e em 1889 iniciou uma carreira como pintor em tempo integral.

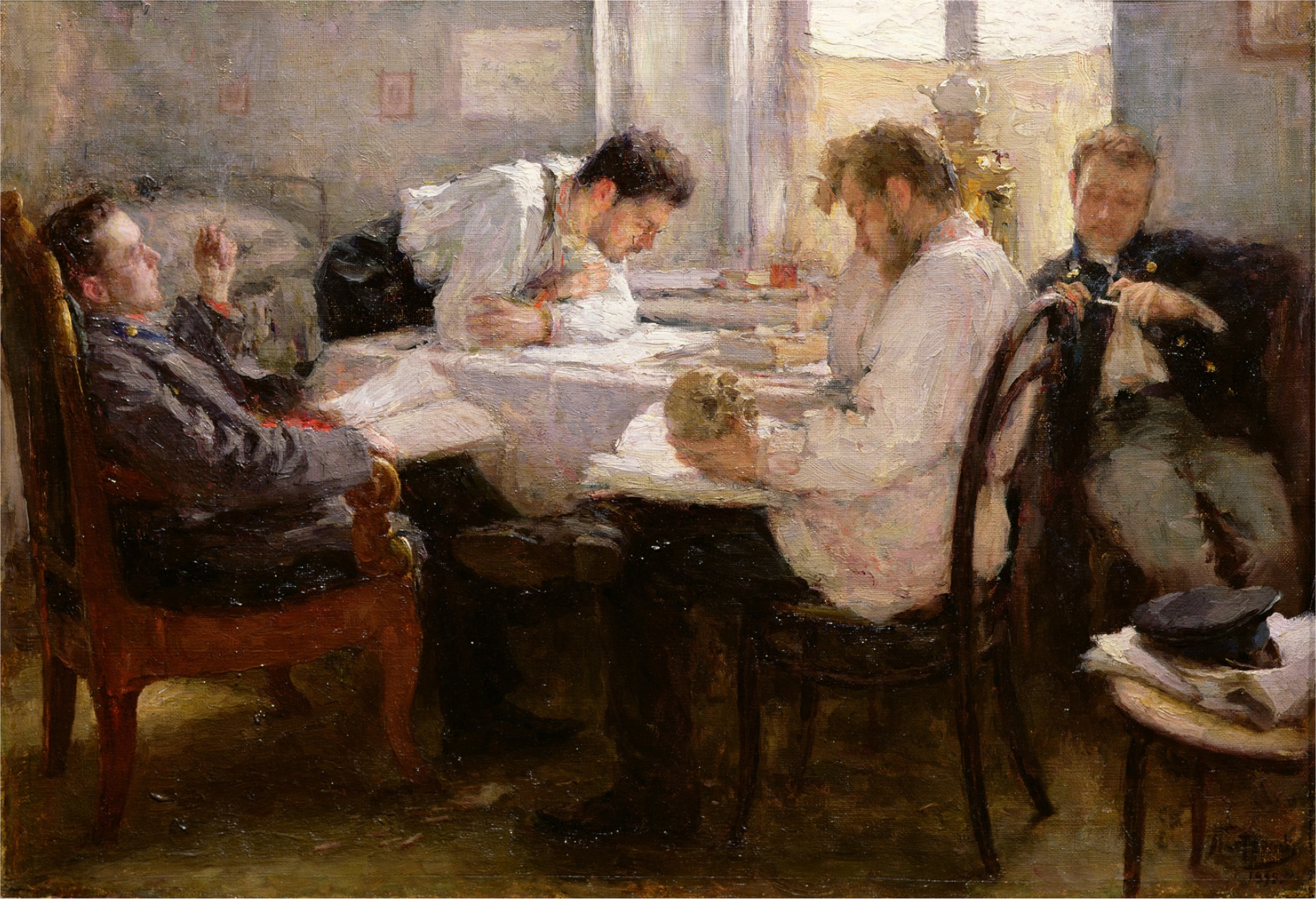
Noite antes do exame (1895; Musée d'Orsay, Paris). Comprado em 1900.

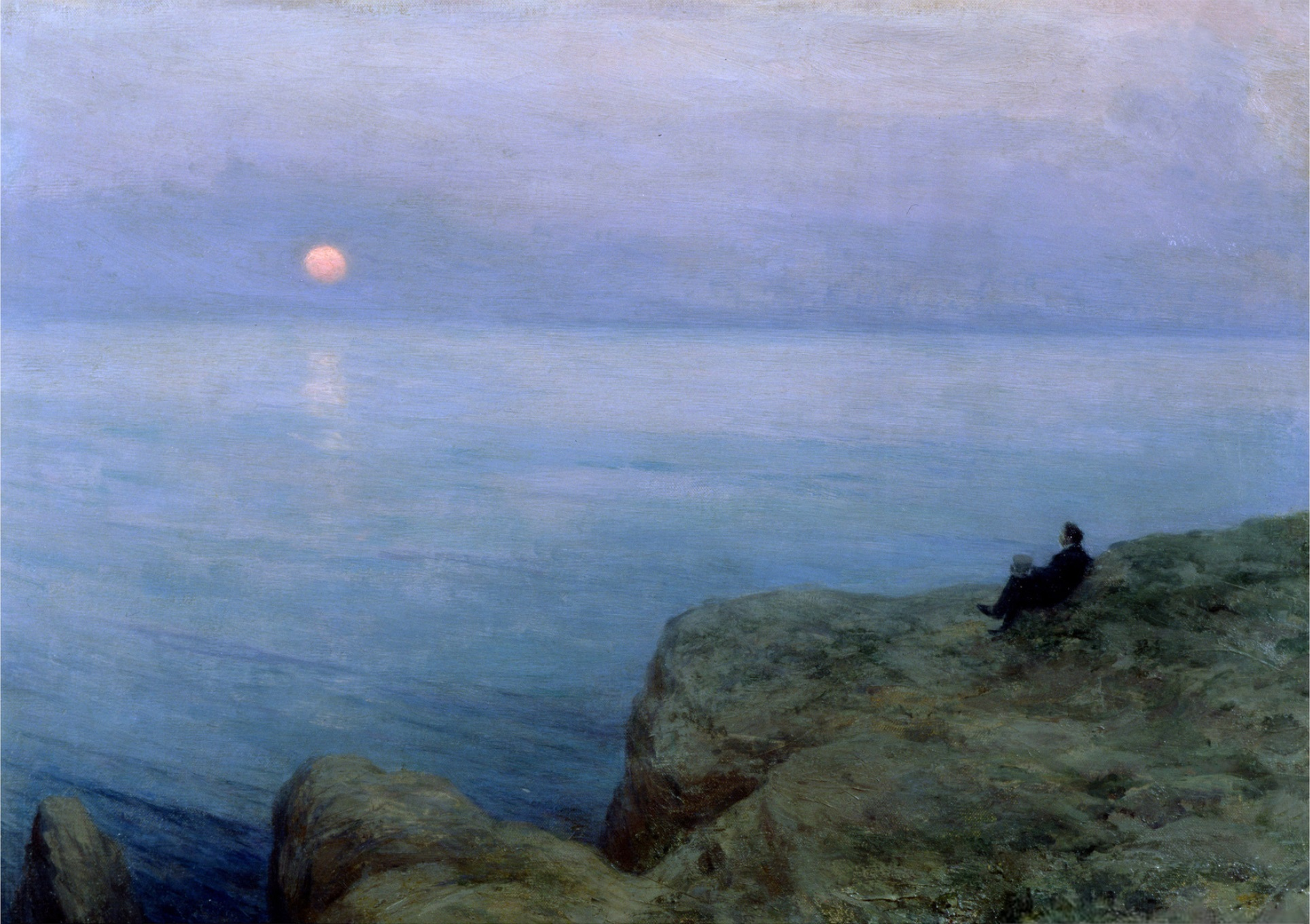
Alexander Pushkin à beira-mar

O início de sua carreira foi muito bem sucedido. Sua primeira pintura exibida foi comprada por Pavel Tretyakov, o mais importante patrocinador de arte na Rússia da época. Ele logo se tornou um pintor popular, membro do chamado círculo Polenov, que incluía Valentin Serov, Isaac Levitan, Mikhail Nesterov e Konstantin Korovin. Em 1889, casou-se com a pianista Rosa Isidorovna Kaufman, filha de Isidor Kaufman, um industrial judeu abastado. Os noivos se estabeleceram em Moscou e em 1890 nasceu o primeiro dos quatro filhos do casal — o famoso autor e poeta Boris Pasternak.
Leonid Pasternak foi um dos primeiros pintores russos que se rotulou de impressionista. Na Rússia, nas décadas de 1880 e 1890, essa proclamação era nova o suficiente para chamar a atenção de um artista. Leonid também foi membro dos movimentos Itinerante e União dos Artistas Russos. Ele era amigo de Leo Tolstoi, durante meses viveu em Iasnaia Poliana, e pintou muitos retratos do grande escritor, também ilustrando seus romances Guerra e Paz e Ressurreição.

## Carreira

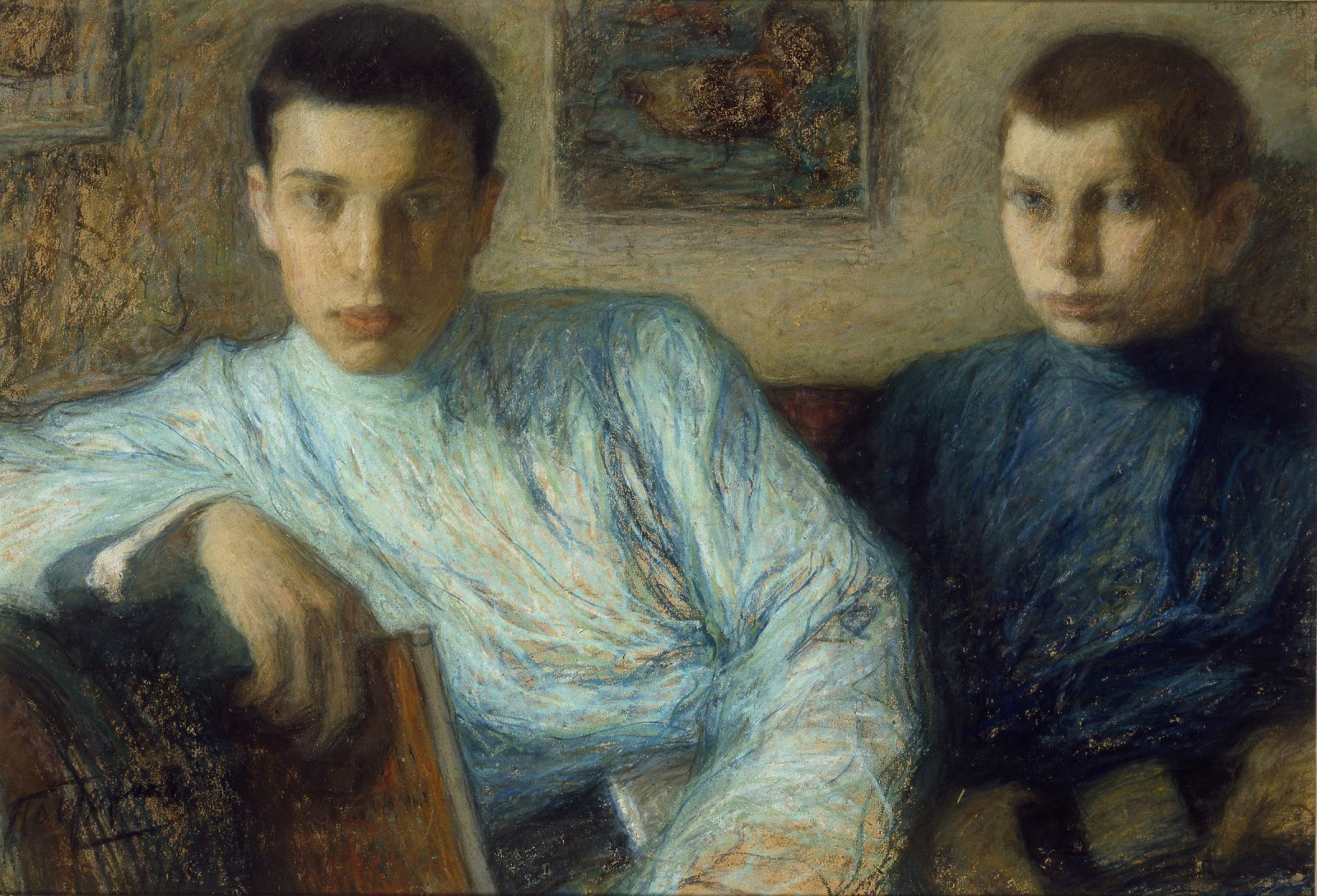
Os filhos de Leonid Pasternak, Boris (esquerda) e Alexander (1900)

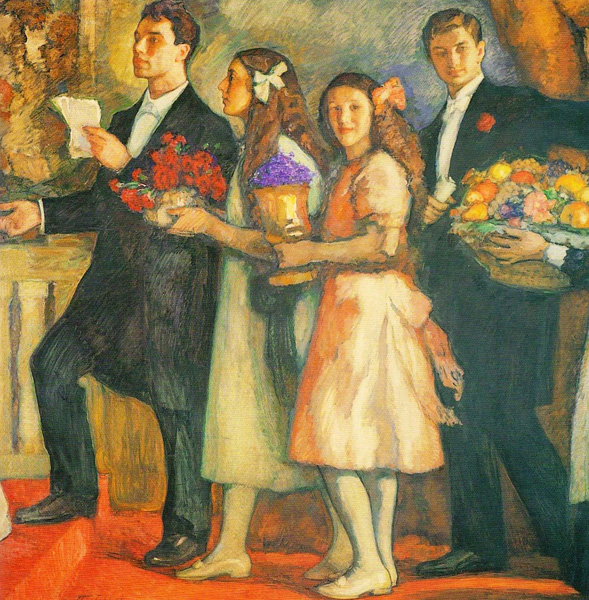
Os filhos de Leonid Pasternak (1914)

"Foi da cozinha que foram enviadas as notáveis ilustrações de meu pai para a Ressurreição de Tolstoi. Após sua revisão final, o romance foi publicado na revista Niva pela editora de Petersburgo Fyodor Marx. O trabalho foi febril. Lembro-me de como o pai estava pressionado pelo tempo. As edições da revista saíam regularmente sem demora. Era preciso chegar a tempo para cada edição. Tolstoi escondeu as provas, revisando-as várias vezes. Havia o risco de que as ilustrações estivessem em desacordo com as correções subsequentemente introduzidas nela. Mas os esboços de meu pai vieram da mesma fonte de onde o autor obteve suas observações, o tribunal, a prisão de trânsito, o país, a ferrovia.

Foi o reservatório de detalhes vivos, a apresentação realista idêntica de ideias, que o salvou do perigo de se desviar do espírito do original. Tendo em vista a urgência do assunto, foram tomadas precauções especiais para evitar qualquer atraso no envio das ilustrações.

Foram contratados os serviços dos condutores dos trens expressos na ferrovia NIkolayevsky. Minha imaginação infantil foi atingida pela visão de um condutor de trem em seu uniforme formal de trem, esperando na porta da cozinha, como se estivesse em uma plataforma ferroviária na porta de um compartimento que estava prestes a sair da estação. A cola de marceneiro fervia no fogão. As ilustrações foram enxugadas às pressas, fixadas, coladas em pedaços de papelão, enroladas e amarradas. As encomendas, uma vez prontas, foram seladas com lacre e entregues ao condutor".
Ele recebeu uma medalha na Feira Mundial de Paris (1900) por suas ilustrações dos romances de Tolstoi.
Pasternak foi eleito membro da Academia Imperial de Artes (1905) e também lecionou na Escola de Pintura, Escultura e Arquitetura de Moscou.
Em 1921, Pasternak precisava de uma cirurgia ocular, que estava programada para ser realizada em Berlim. Ele viajou para lá com sua esposa e duas filhas, Lydia e Josephine, deixando seus filhos Boris e Alexander na Rússia. Após a cirurgia, ele decidiu não retornar à Rússia, permanecendo em Berlim até 1938, quando se refugiou dos nazistas na Grã-Bretanha. Em 1924, ele pintou um retrato de Albert Einstein (agora na Biblioteca de Matemática e Ciências da Computação da Universidade Hebraica de Jerusalém). Leonid Pasternak morreu em Oxford em 31 de maio de 1945.

## Obras

Retratos
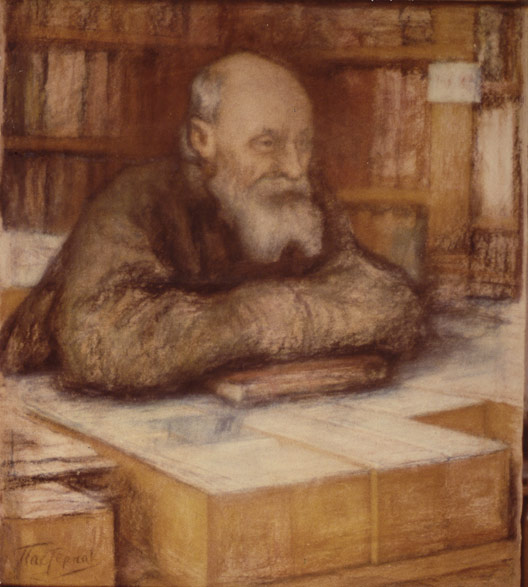
Nikolai Fyodorovich Fyodorov, pastel sobre papel
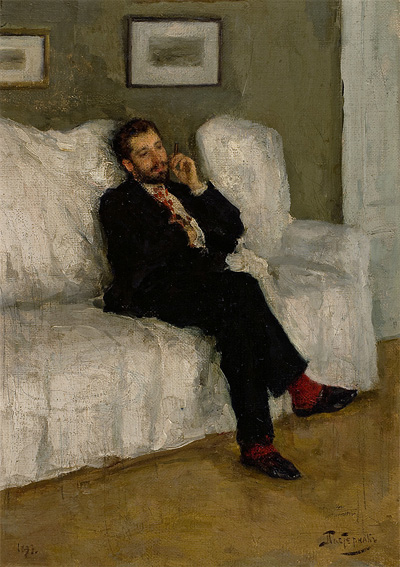
Dr. Ossip Kaufmann
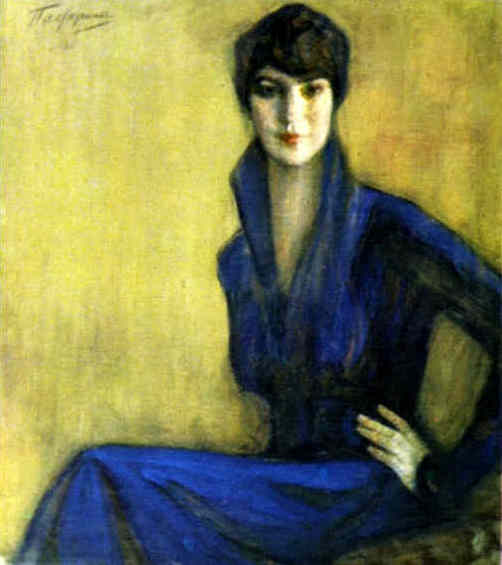
E. Levina, 1916, têmpera e pastel sobre papel montado sobre tela
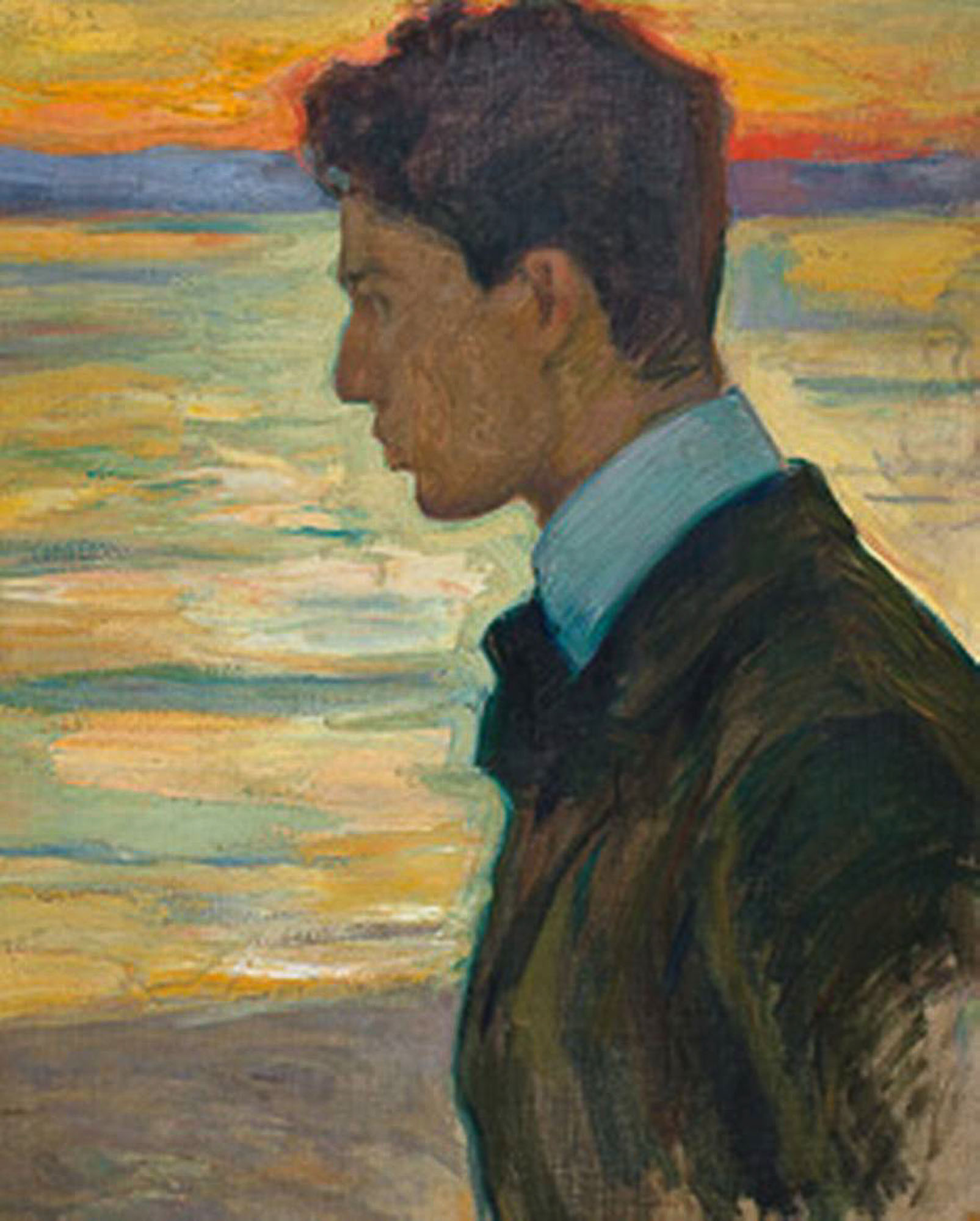
Boris ao Lado do Mar, 1910, óleo sobre tela
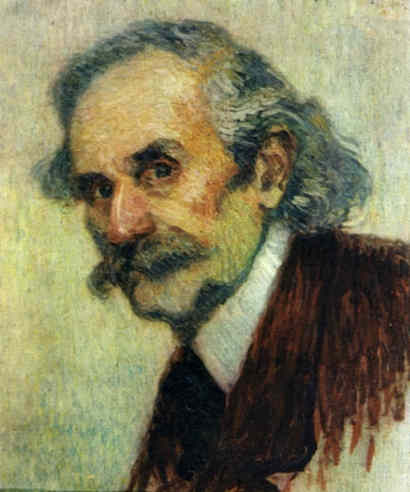
Condutor Vyacheslav Suk, 1898, óleo sobre tela
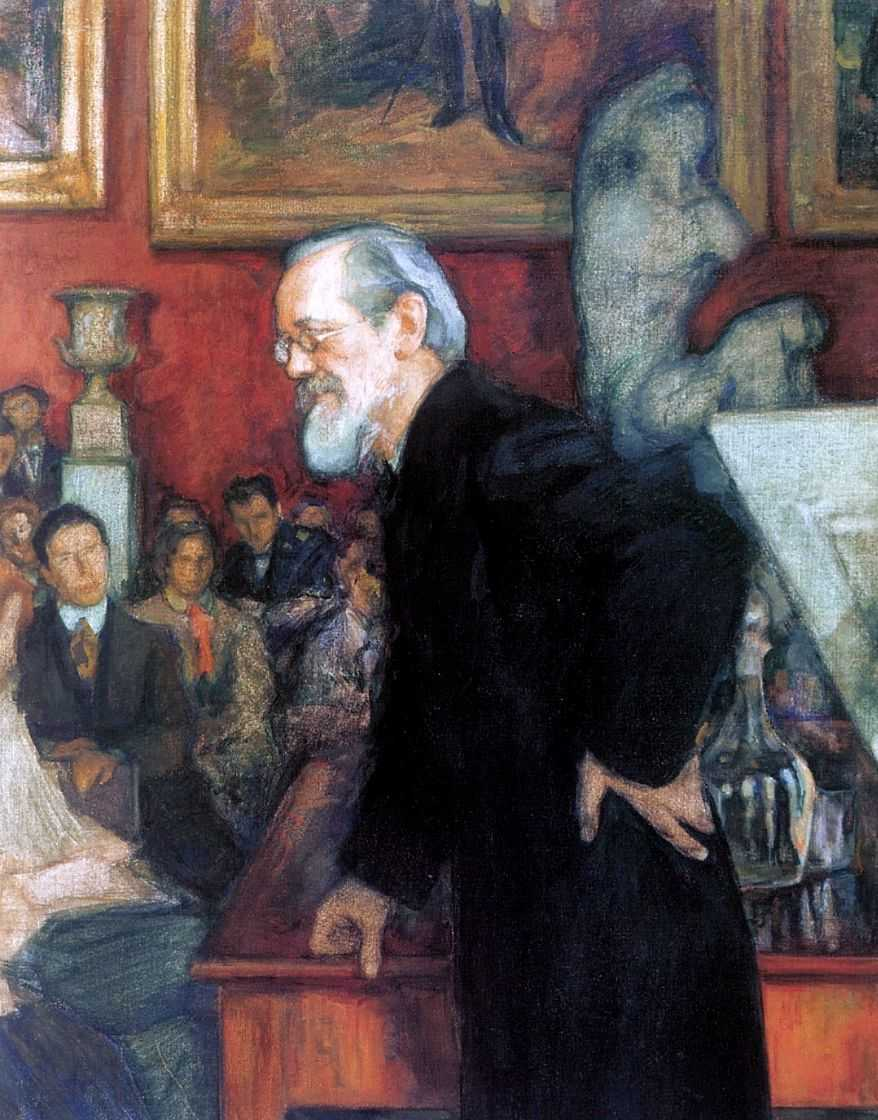
Vasily Klyuchevsky, 1909
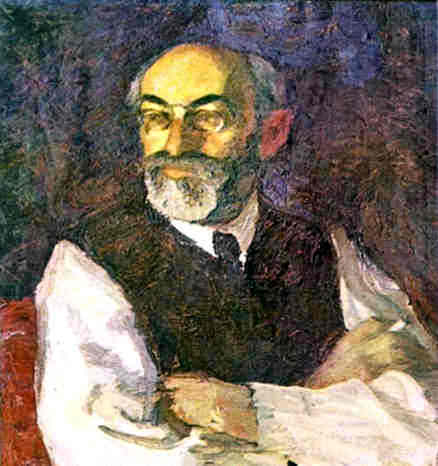
Mikhail Gershenzon, 1917, óleo sobre tela
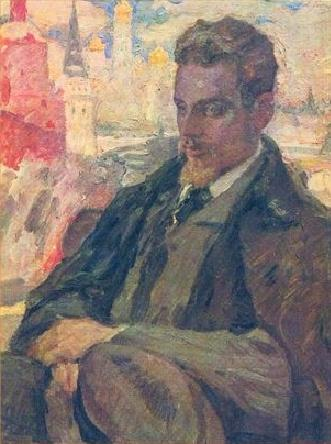
Rilke em Moscou, 1928
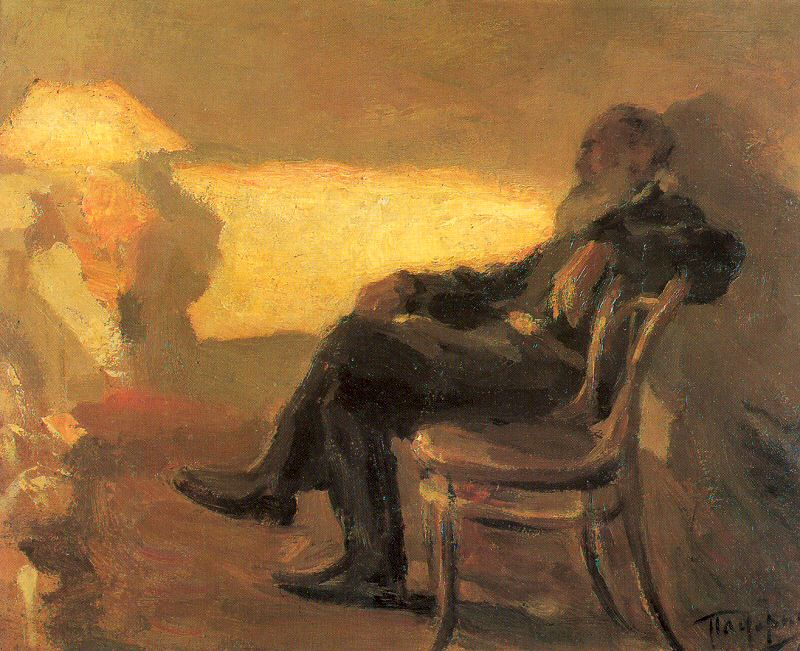
Leo Tolstoy
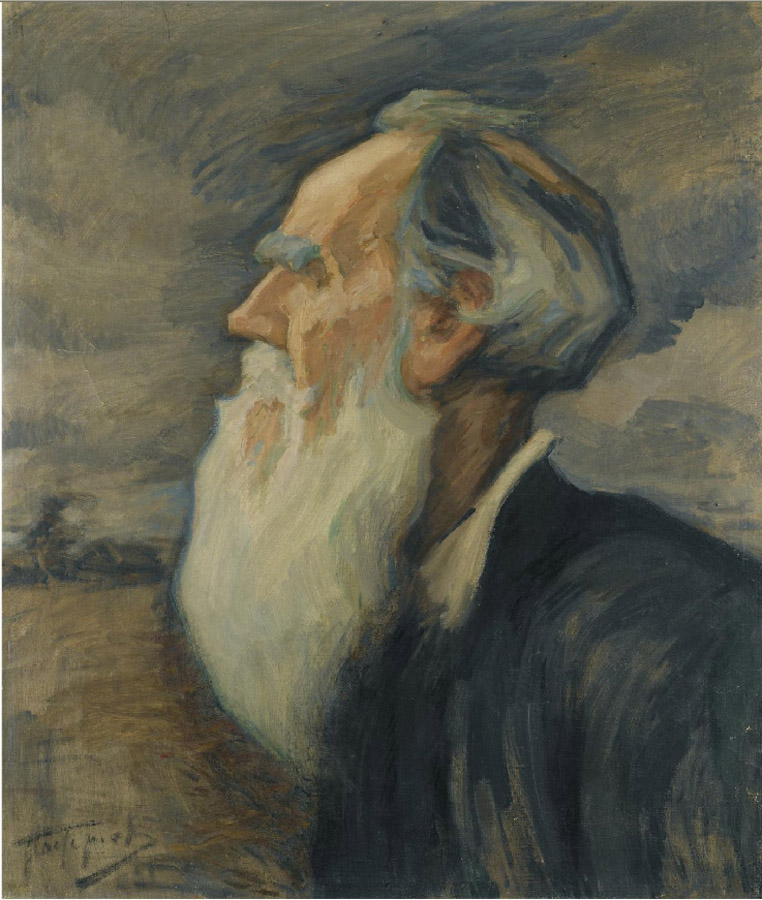
Leo Tolstoy, 1908
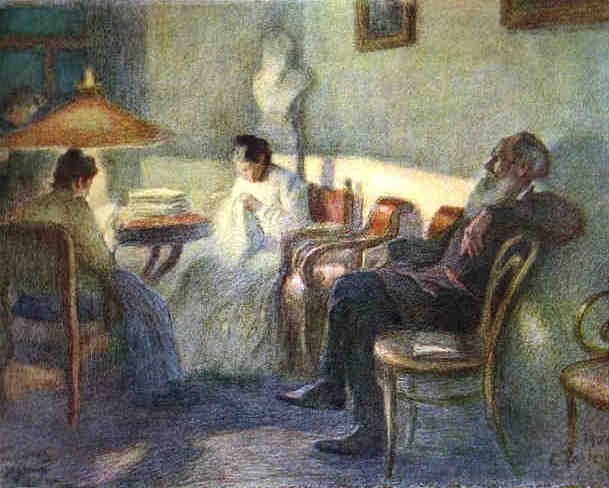
Sob uma Lâmpada (Leo Tolstoi em seu Círculo Familiar), 1902, pastel sobre papel
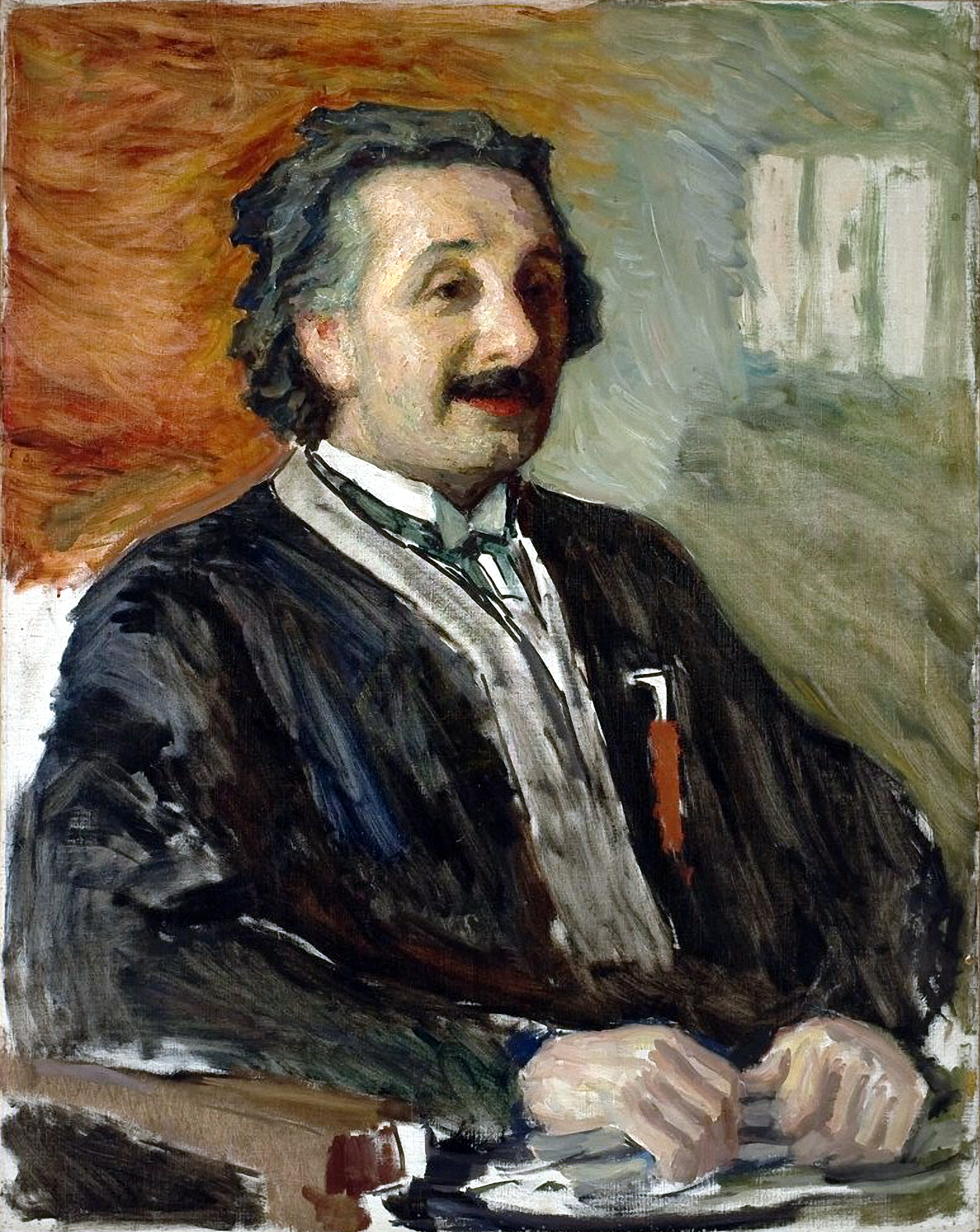
Albert Einstein, 1924, óleo sobre tela
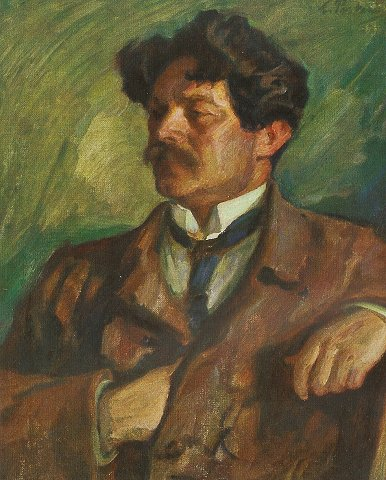
Shaul Tchernichovsky, 1928, óleo sobre tela

Paisagens e outros
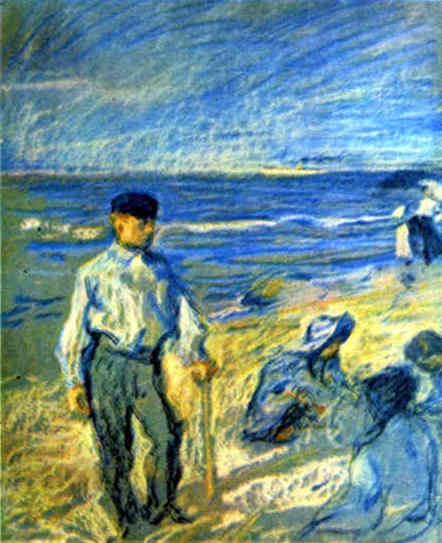
Ilha Rügen, 1906, pastel sobre papel
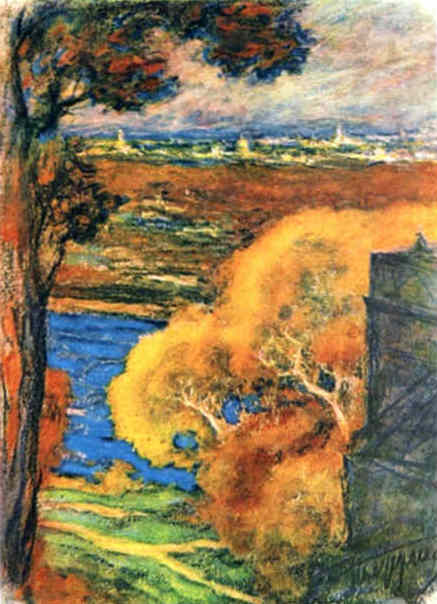
O Outono Dourado. (Montanhas Vorobyovy em Moscou)
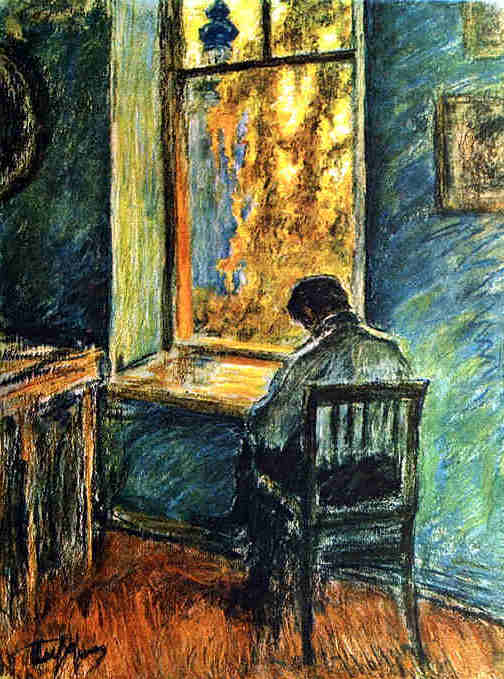
Na Janela. Outono, 1913, pastel sobre papel
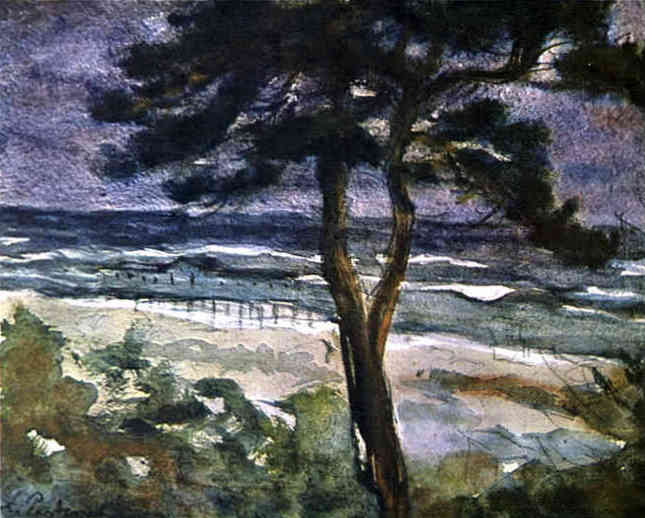
Pinheiros e o Mar, 1910, guache sobre papel
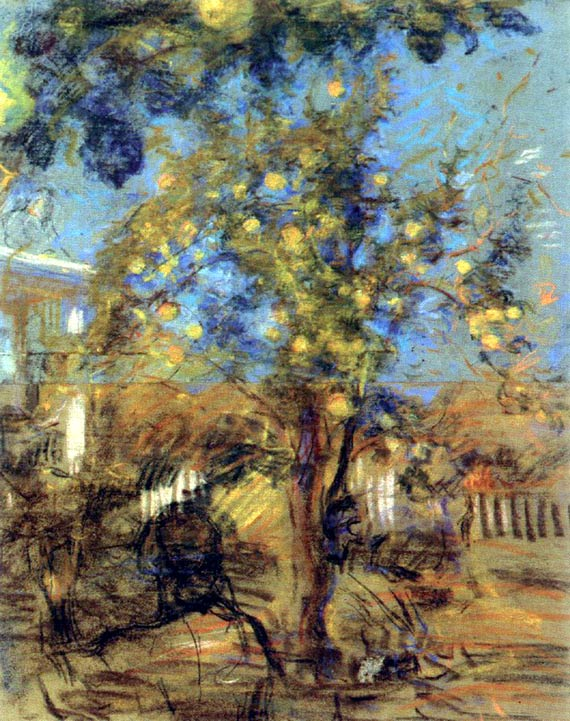
Coletando Maçãs, 1918, pastel sobre papel
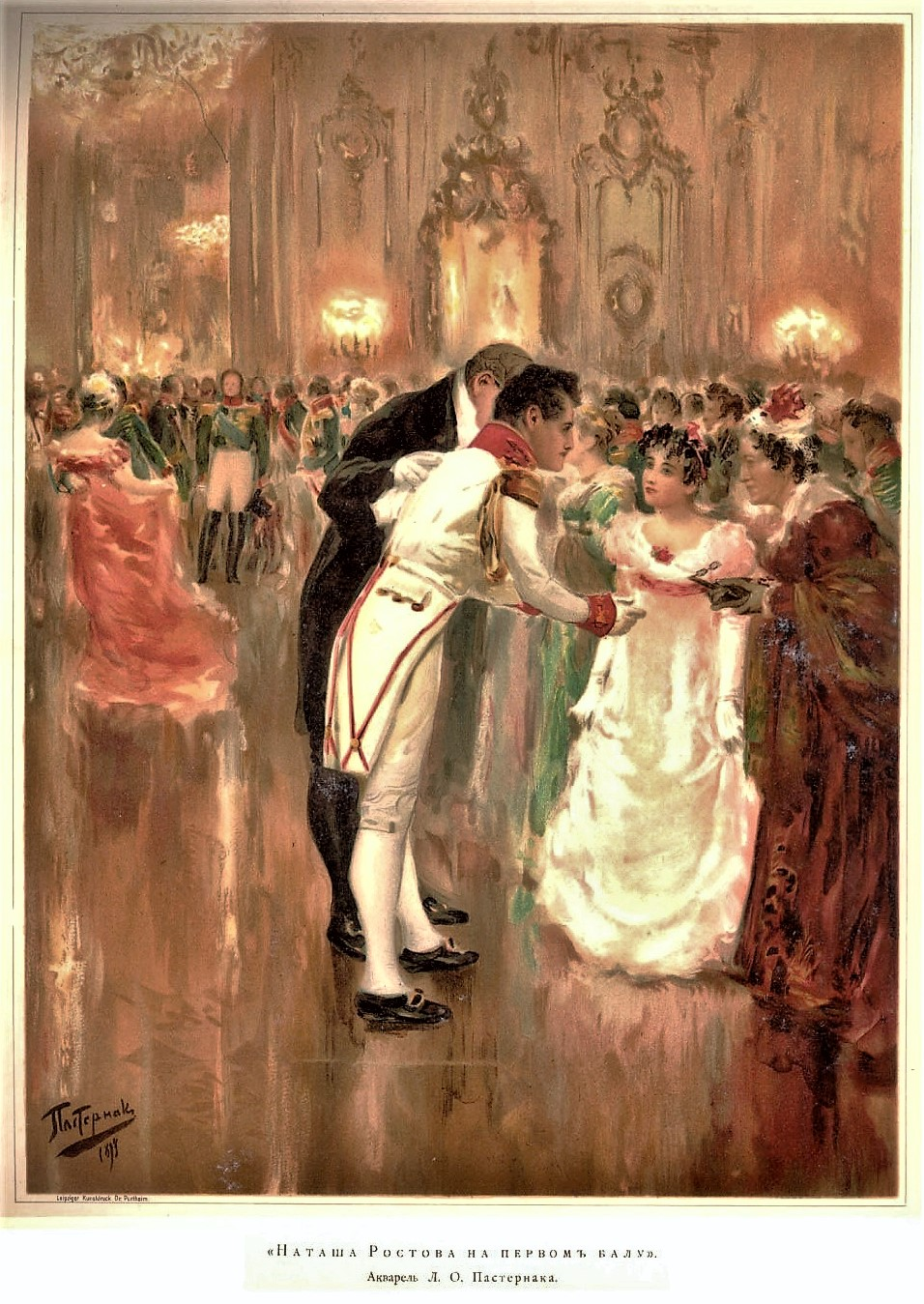
A Primeira Bola de Natasha Rostova, 1893, aquarela
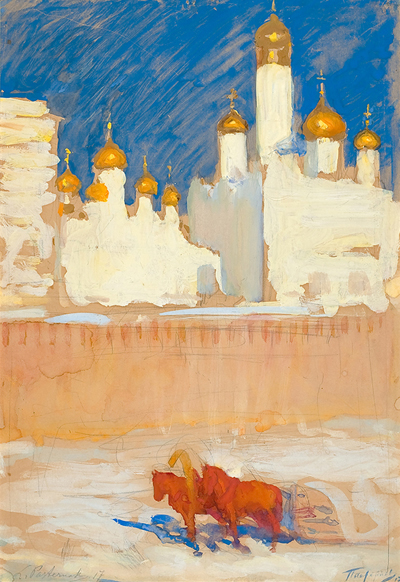
O Kremlin de Moscou no Sol de Março, 1917, guache sobre papel